# Oreșe, Blagoevgrad
Oreșe (în bulgară Ореше) este un sat în comuna Gărmen, regiunea Blagoevgrad,  Bulgaria. 

## Demografie
Componența etnică a satului Oreșe
     Nicio identificare (35,85%)
     Bulgari (28,28%)
     Turci (11,61%)
     Romi (0%)
     Altele (24,24%)
La recensământul din 2011, populația satului Oreșe era de 198 locuitori. Nu există o etnie majoritară, locuitorii fiind bulgari (28,28%) și turci (11,61%). Pentru 35,85% din locuitori nu este cunoscută apartenența etnică.